# Solidarität (Zuschlagmarke)
Unter dem Titel Solidarität wurden von der Deutschen Post der DDR sechzehn Zuschlagmarken ausgegeben. Die ersten beiden ausgegebenen Motive war eine vorhandene Briefmarke, die nur einen Aufdruck erhielt.

## Liste der Ausgaben und Motive
Legende
- Bild: Eine bearbeitete Abbildung der genannten Marke. Das Verhältnis der Größe der Briefmarken zueinander ist in diesem Artikel annähernd maßstabsgerecht dargestellt. Sollten keine Marken abgebildet sein, liegt es daran, dass das Urheberrecht des Künstlers noch nicht erloschen ist.
- Beschreibung: Eine Kurzbeschreibung des Motivs und/oder des Ausgabegrundes. Bei ausgegebenen Serien oder Blocks werden die zusammengehörigen Beschreibungen mit einer Markierung versehen eingerückt.
- Wert: Der Frankaturwert der einzelnen Marke in Pfennig. Ein „+“ bedeutet, dass es sich um eine Zuschlagsmarke handelt (= Frankaturwert + Spende).
- Ausgabedatum: Das Datum des erstmaligen Verkaufs dieser Briefmarke.
- Auflage: Soweit bekannt, wird hier die zum Verkauf angebotene Anzahl dieser Ausgabe angegeben.
- Entwurf: Soweit bekannt, wird hier angegeben, von wem der Entwurf dieser Marke stammt.
- Mi.-Nr.: Diese Briefmarke wird im Michel-Katalog unter der entsprechenden Nummer gelistet.

| Bild | Beschreibung | Wert  | Ausgabe- datum     | Gültig bis      | Auflage   | Entwurf             | Mi.-Nr. |
|      | Internationale Solidarität - Michel-Nummer 494 mit Aufdruck „Helft dem sozialistischen Ungarn“                                                                                | 20+10 | 20. Dezember 1956  | 31. März 1959   | 3.000.000 | Kurt Eigler         | 557     |
|      | - Michel-Nummer 494 mit Aufdruck „Helft Ägypten“ | 20+10 | 20. Dezember 1956  | 31. März 1959   | 3.000.000 | Kurt Eigler         | 558     |
|      | Unbesiegbares Vietnam (VII) Kindergesicht, Symbole des Aufbaus | 10+5  | 11. Oktober 1973   | 2. Oktober 1990 | 5.000.000 | Manfred Gottschall  | 1886    |
|      | Solidarität mit dem chilenischen Volk - Luis Corvalan, chilenischer Arbeiterführer                                                                                            | 10+5  | 5. November 1973   | 2. Oktober 1990 | 5.000.000 | Joachim Rieß        | 1890    |
|      | - Salvador Allende, Präsident Chiles | 25+5  | 5. November 1973   | 2. Oktober 1990 | 5.000.000 | Joachim Rieß        | 1891    |
|      | Internationale Solidarität Erhobene Faust, Roter Stern | 10+5  | 23. September 1975 | 2. Oktober 1990 | 3.500.000 | Manfred Gottschall  | 2089    |
|      | Internationale Solidarität Faust mit Flammenschale | 10+5  | 18. Oktober 1977   | 2. Oktober 1990 | 3.500.000 | Platzer             | 2263    |
|      | Internationale Solidarität Afrikaner mit gesprengten Ketten, aufgehende Sonne                                                                                                 | 10+5  | 6. Oktober 1981    | 2. Oktober 1990 | 3.500.000 | Ralf-Jürgen Lehmann | 2648    |
|      | Solidarität mit dem palästinensischen Volk Palästinensische Familie, Lebensbaum                                                                                               | 10+5  | 21. September 1982 | 2. Oktober 1990 | 3.500.000 | Peter Korn          | 2743    |
|      | Solidarität mit Nikaragua Lesen und Schreiben lernende Familie, Soldat, Fahnen                                                                                                | 10+5  | 8. November 1983   | 2. Oktober 1990 | 3.500.000 | Klaus Henning       | 2834    |
|      | Internationale Solidarität Weberknoten, Roter Stern | 10+5  | 23. Oktober 1984   | 2. Oktober 1990 | 3.500.000 | Hans Detlefsen      | 2909    |
|      | Internationale Solidarität Wort „Solidarität“ in Weltkarte, Friedenstaube | 10+5  | 28. Mai 1985       | 2. Oktober 1990 | 3.500.000 | Joachim Rieß        | 2950    |
|      | Internationale Solidarität Hilfe für die Entwicklungsländer | 10+5  | 4. November 1986   | 2. Oktober 1990 | 3.500.000 | Joachim Rieß        | 3054    |
|      | Internationale Solidarität: Kampf gegen Apartheid Afrikanerin mit Kind | 10+5  | 16. Juni 1987      | 2. Oktober 1990 | 3.500.000 | Jochen Bertholdt    | 3105    |
|      | Internationale Solidarität Diese Marke wurde als Zusammendruck mit einem rechts anliegendem, roten oder schwarzen Zierfeld ausgegeben: Farbiges Kind in ärztlicher Behandlung | 10+5  | 4. Oktober 1988    | 2. Oktober 1990 | 3.500.000 | Manfred Gottschall  | 3202    |
|      | Internationale Solidarität Afrikanische Kinder, UNICEF-Symbol | 10+ 5 | 5. September 1989  | 2. Oktober 1990 | 3.000.000 | Lehmann             | 3275    |